# گوستاوو کراتی
گوستاوو کراتی (گوستاوو چراتی) (انگلیسی: Gustavo Cerati; ۱۱ اوت ۱۹۵۹ – ۴ سپتامبر ۲۰۱۴) خواننده راک، ترانه‌سرا و نوازنده گیتار اهل آرژانتین بود. وی بین سال‌های ۱۹۸۲ تا ۲۰۱۰ میلادی فعالیت می‌کرد.
وی از محبوب ترین راک آرتیست های آرژانتینی بود. خانواده وی، اصالتاً از لمبارد انگلیس بودند. او از نه سالگی شروع به نواختن گیتار نمود و پس از اتمام خدمت سربازی، در سال 1982، به تحصیل در رشته بازرگانی در دانشگاه سالوادور بوینس آیرس مشغول شد و در همان سال ها و در همان دانشگاه با "زتا بوسیو" آشنا شد. وی بعد ها با درامری به نام چارلی آلبرتی، گروه "سودا استریو " را تاسیس کردند که آهنگ های زیبای این گروه، همچنان در اذهان آرژانتینی ها و طرفداران راک، ماندگار است.